# 魔球

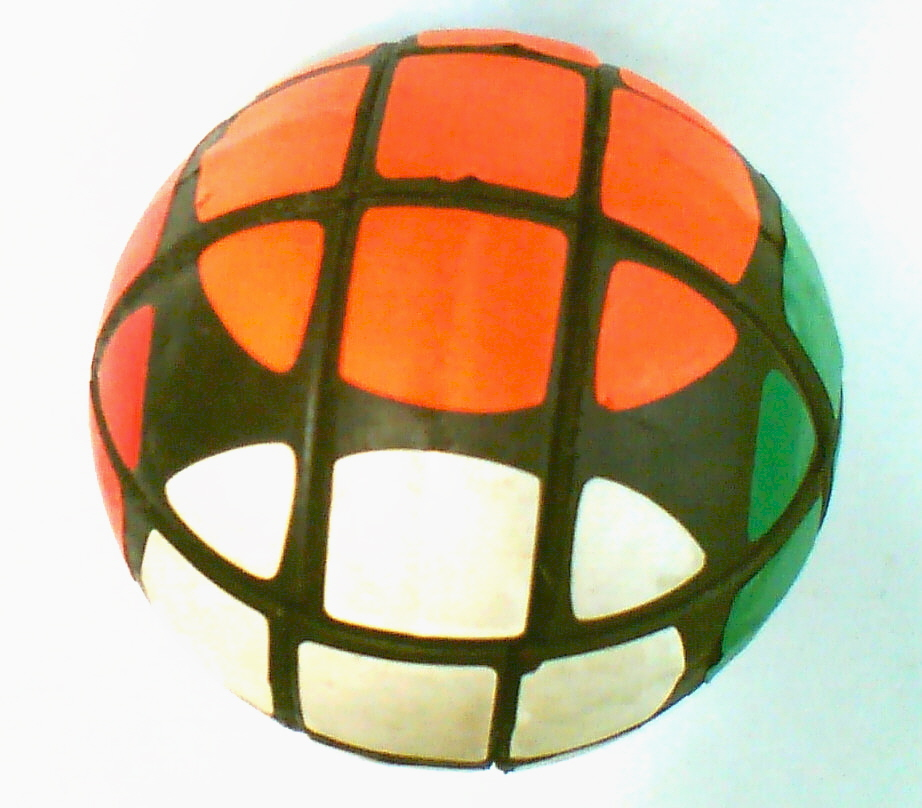
魔球

魔球，是將一般的三阶魔方從立方體改為圓形而成。魔球的解法与三阶魔方一樣，但圓弧形的表面增加了定位及快速旋轉的困難度。